# Sobrenatural (pel·lícula)
Sobrenatural, amb el subtítol All of them Witches en anglès, és una pel·lícula mexicana de suspens i terror de 1996 dirigida per Daniel Gruener. Basada en el llibret de Gabriel González Meléndez, compta amb les actuacions de Susana Zabaleta, Ricardo Blume, Alejandro Tommasi i Delia Casanova.En 1996, aquesta pel·lícula va ser guanyadora d'alguns premis Ariel i de Diosas de Plata. A l'any següent va guanyar el Premi del Festival de Cinema de Colòmbia a la millor fotografia. El subtítol en anglès coincideix amb el d'un llibre de bruixeria que va aparèixer en 1968 en la pel·lícula La llavor del diable.

## Influències i intertextualitat
Al llarg de la pel·lícula afloren diverses referències explícites a altres obres del gènere d'horror:
- la pel·lícula la llavor del diable, basada en la novel·la d'Ira Levin, on la protagonista és víctima de la seva paranoia en pensar que el seu bebè ha estat ofert al Diable pel seu espòs i pels seus veïns;
- el conte d'horror El horla, de l'escriptor francès Guy de Maupassant, on el protagonista se sent assetjat per una presència sobrenatural.

## Sinopsi
Després que Dolores (Zabaleta) escolta un assassinat, el seu marit Andrés (Tommasi) intenta dissipar els seus temors sobre l'activitat de colles en l'edifici on viuen. No obstant això, després que Andrés es queda adormit, Dolores ho escolta murmurant el nom de la veïna assassinada. Una altra veïna, una bruixa, Madame Endor (Casanova), adverteix a Dolores que està en perill, i les seves preocupacions les confirma la seva psiquiatra. Dolores comença a creure que els esdeveniments inquietants que succeeixen al seu al voltant són obra del Diable.

## Repartiment
- Susana Zabaleta - Dolores Berthier
- Alejandro Tommasi - Andrés Berthier
- Ricardo Blume - Dr. Riojas
- Delia Casanova - Madame Endor
- Francis Laboriel - Zombie
- Roberto Cobo - Ferretero
- Zaide Silvia Gutiérrez - Eva María Herrera

## Premis
En la XXXVIII edició dels Premis Ariel va tenir dotze nominacions i sis premis.
| 1996 | Daniel Gruener                                     | Millor direcció            | Nominat   |
| 1996 | Delia Casanova                                     | Millor coactuació femenina | Nominat   |
| 1996 | Rodrigo Prieto                                     | Millor fotografia          | Guanyador |
| 1996 | Gabriel González                                   | Millor tema musical        | Nominat   |
| 1996 | Gabriel Romo, Miguel Sandoval i Rogelio Villanueva | Millor so                  | Guanyador |
| 1996 | Alejandro Vázquez                                  | Millor efectes             | Guanyador |
| 1996 | Mariestela Fernández                               | Millor vestuari            | Nominat   |
| 1996 | Daniel Gruener                                     | Millor opera prima         | Nominat   |